# 蔡文姬
蔡琰（177年—249年），字昭姬，晉時為避司馬昭諱而作文姬，陈留圉（今河南杞县）人，為蔡邕的女兒。她博学有才，通音律，據稱能用聽力迅速判斷古琴的第幾根琴絃斷掉。是建安时期的女詩人。

## 生平
初嫁於衛仲道，後來丈夫過世，蔡琰未育子女，結果歸寧娘家。又於東漢興平二年（195年）被南下的匈奴掳掠，为南匈奴左賢王所愛，後誕下二子，在匈奴一共住了十二年。
建安十二年（207年），曹操因在發迹前已和蔡琰的父親蔡邕相熟，對蔡邕無嗣感到難過，相當同情蔡琰的遭遇，遣使以重金玉璧將蔡琰赎回，並安排其再嫁同鄉陈留董祀，「文姬歸漢」亦成為中國有名的故事。
後來董祀為屯田都尉，犯罪論死，蔡琰親自向曹操求情，時值嚴冬，曹操當時正大宴公卿名士及遠方使驛，向在場賓客介紹蔡文姬，史載蔡文姬進場時「蓬首徒行，叩頭請罪，音辭清辯，旨甚酸哀，眾皆為改容。」曹操最後同意特赦董祀的死罪。

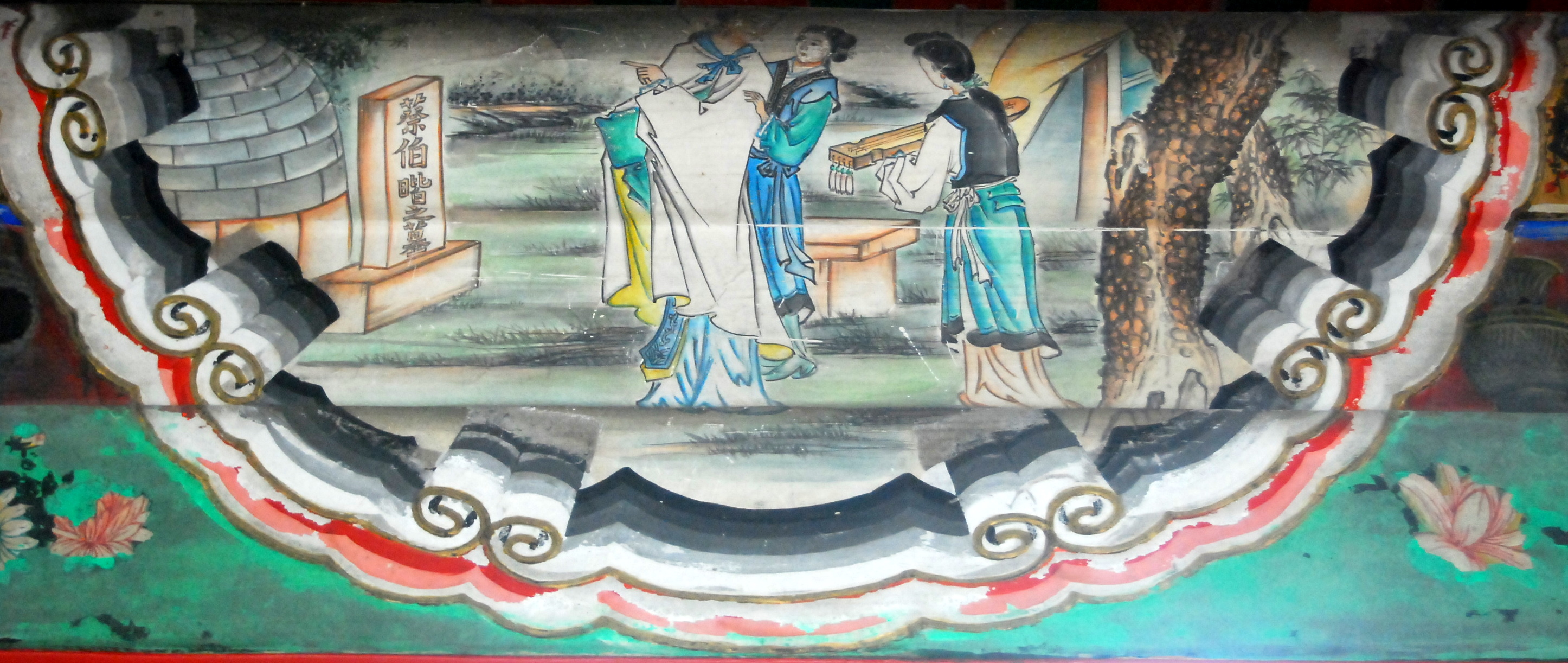
颐和园长廊上的蔡文姬

之后在一次闲谈中，曹操表示很羡慕當初蔡邕家中藏书量之豐，蔡文姬告诉他原来家中所藏四千卷书，但几经战乱全部遗失，曹操十分失望；但当曹操听到蔡文姬表示她还能背出其中四百篇时大喜过望，打算派遣十位吏員默寫蔡文姬記憶中的文章，蔡文姬認為此舉不妥，因為男女有別，應守禮不親自講授，故向曹操建議由她親自默寫，于是蔡文姬凭记忆默写出四百篇文章，文无遗误。
《古今傳授筆法》記載：「蔡邕的書法乃神人所授，並遺傳給他的女兒文姬。」
另一方面，《法書要錄》亦評論蔡文姬工於書法，為人甚為賢明。《黃山谷集》更對蔡文姬的《胡笳十八拍》作出高度評價。

## 家庭

### 宗親族
- 蔡質：字子文，漢末儒者，為蔡邕叔父，蔡琰叔公。曾任衞尉、下邳相等職，後和蔡邕一同得罪大臣陽球和中常侍程璜，而遭程璜陷害入獄。蔡邕後被宦官呂強所救但蔡質卻死於獄中。[5]

### 父
- 蔡邕：字伯喈，文史學家，親董卓被王允所殺。

### 兄弟姊妹
- 蔡某：兄弟，名不詳，蔡襲之父
- 济阳县君蔡氏：姐妹，嫁予羊衜[6]

### 夫
- 衛仲道：河东人，早卒，无子，《三国演义》改为卫道玠。
- 劉豹：南匈奴左賢王，漢趙光文帝劉淵之父。
- 董祀：陈留郡（治今河南省开封市东南）人，三国时曹魏屯田都尉。

### 子嗣
與左賢王生有二子

### 其他

#### 姪兒
- 蔡襲，封關內侯

#### 外甥
- 羊承：
- 羊祜：西晉大臣。
- 羊徽瑜：司馬師第三任妻子。

## 相关文艺作品
- 文姬归汉图
- , 传统京剧[7]
- 郭沫若的话剧. 北京: 文物出版社. 1959.[8]

## 評價
- 范晔：“端操有踪，幽闲有容。区明风烈，昭我管彤。”（《后汉书·列女传第七十四 》）
- 陈陶：“气调桓伊笛，才华蔡琰琴。”
- 徐钧：“此生已分老沙尘，谁把黄金赎得身。十八拍笳休愤切，须知薄命是佳人。”
- 郝经：“文姬之才辩，不幸而失身绝域。然能传父之业，免夫之死，有足称者，君子责备以为失节过矣。”“婉娩淑女，与士并列。至柔动刚，彤管炜节。”
- 罗见麟：“寥落中郎后，残生窜殛馀。惊看南过雁，羞逐北旋车。莫按胡奴伯，犹传魏主书。身名终莫赎，千载恨单于。”
- 陆时雍：“蔡文姬才气英英。读《胡笳吟》，可令惊蓬坐振，沙砾自飞，真是激烈人怀抱。”
- 屈大均：“缇萦能代父，蔡琰不宜家。玉石同焚后，芳声振海涯。”

## 逸話

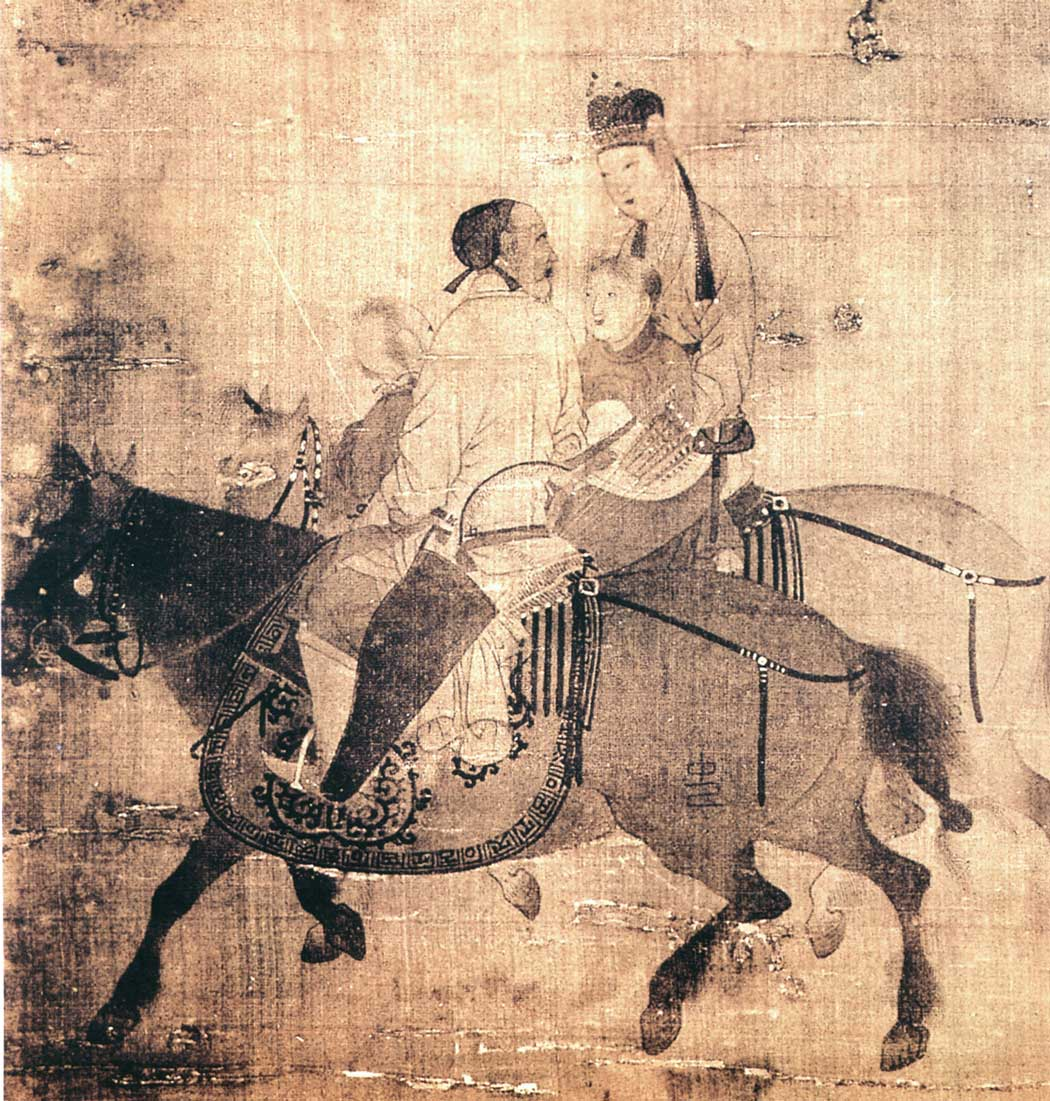
文姬歸漢圖

- 蔡琰传世作品有《悲愤诗》二篇，一为五言，一为楚辭体（骚体），抒发自己悲惨遭遇，反映了战乱年代百姓的苦痛，流传至今。另有長詩（琴曲歌辞）《胡笳十八拍》一篇，敘述了文姬一生不幸的遭遇。
- 《三字经》中也有提到蔡琰：“蔡文姬，能辨琴”。
- 水星、金星上各有環形山以蔡文姬命名。[9][10]

## 蔡文姬纪念馆
蔡文姬纪念馆在1991年建立，是陕西省重点文物保护单位，位于西安城东南蓝田县三里镇乡蔡王村。
馆内詳細介绍了蔡文姬生平事迹，陈列着蔡文姬所著《悲愤诗》和琴曲歌词《胡笳十八拍》，以及蔡文姬在史書中的記載，其中包括《后汉书》中的《董祀传》，还有蔡文姬墓和现代著名书法家书丹的《胡笳十八拍》石刻。

## 圖集

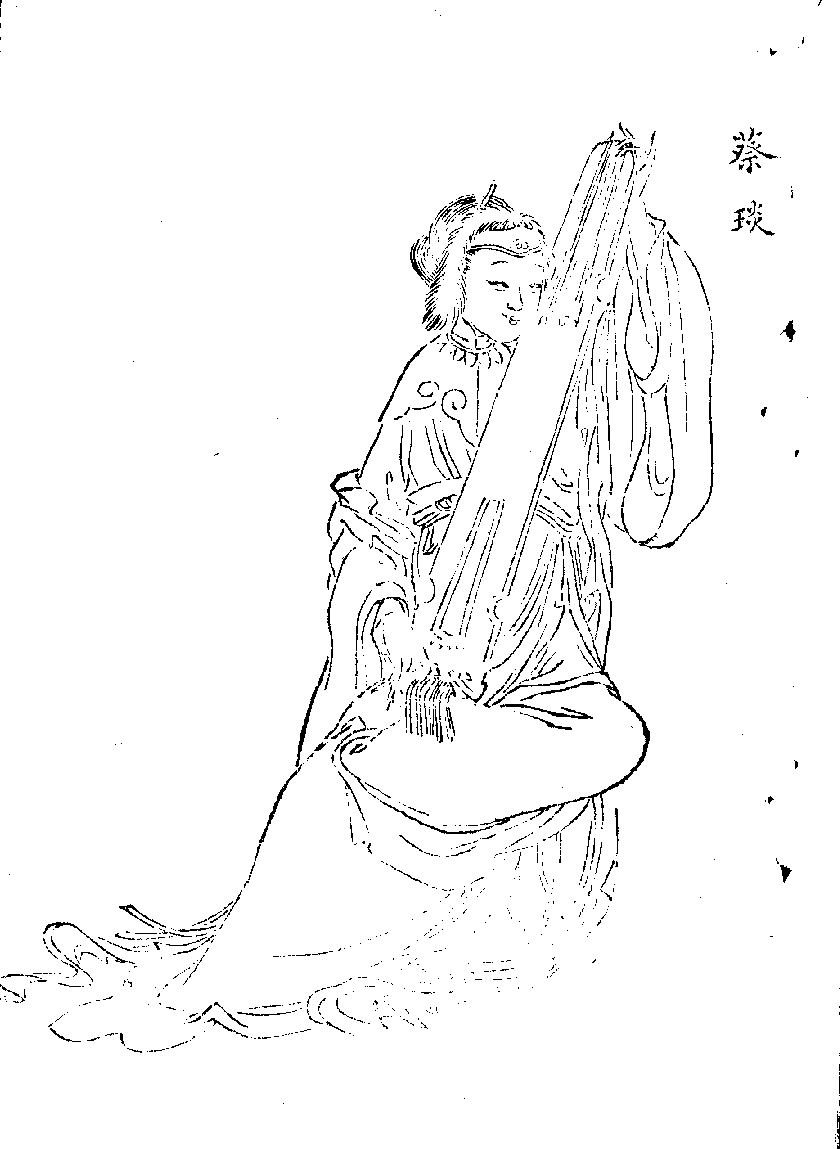
《歷朝名媛詩詞》
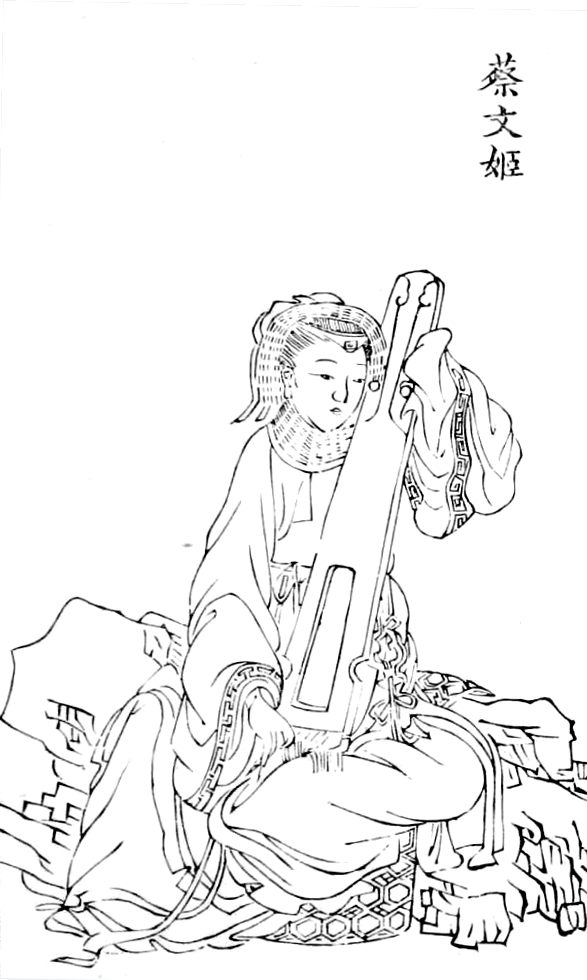
《百美新咏图传》
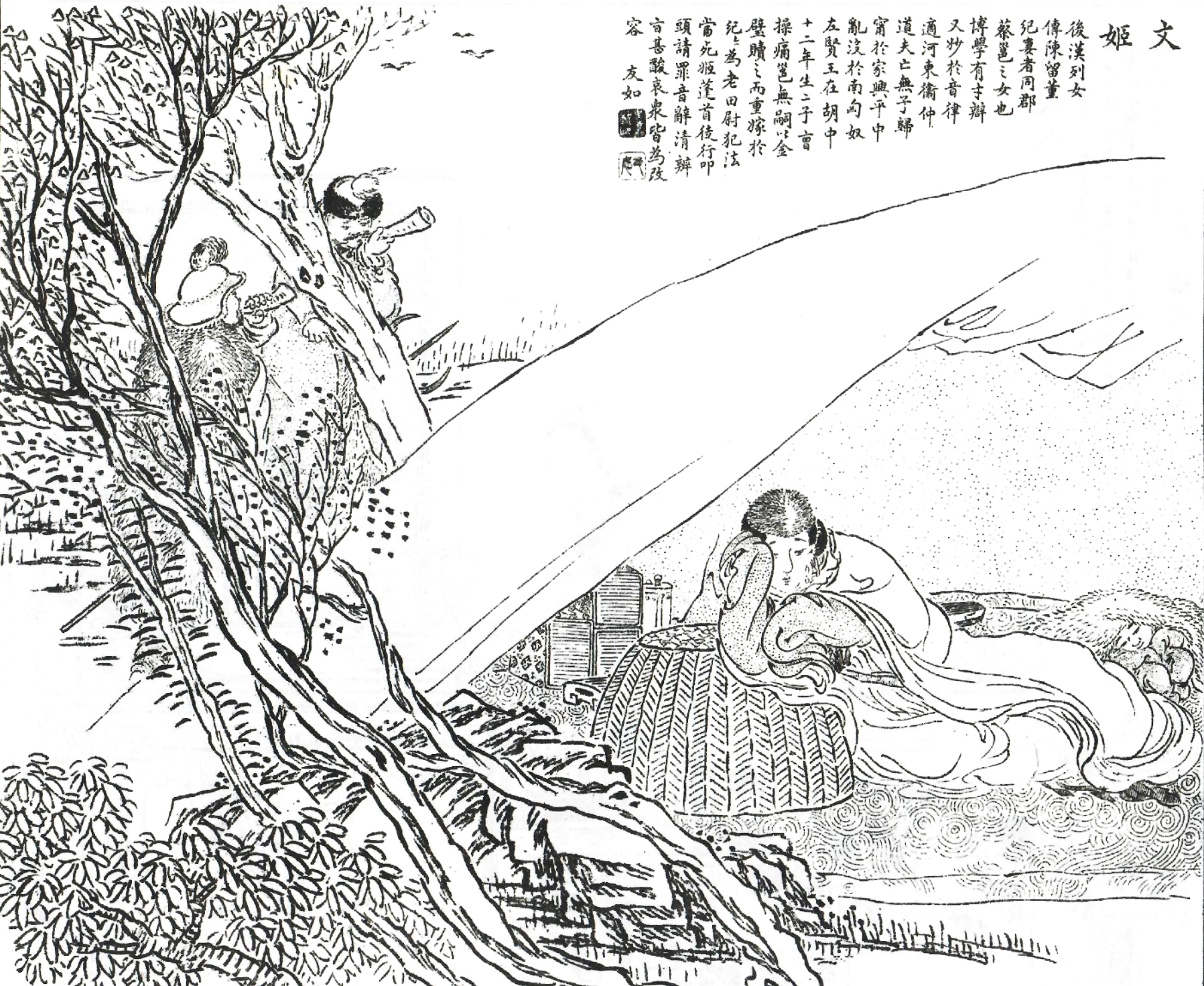
《古今百美圖》
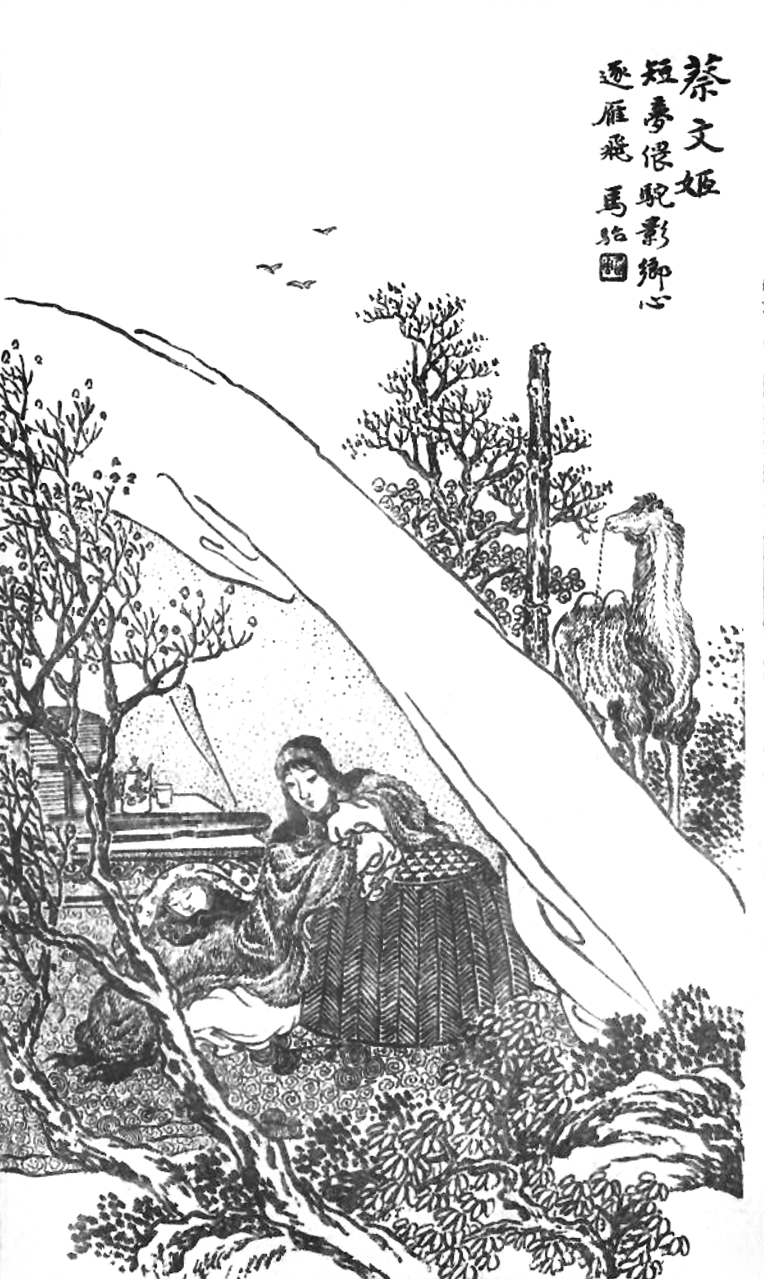
《美人百態畫譜》

## 艺术形象
电视剧
- 《英雄曹操》
- 《終極三國2017》

游戏
- 《王者荣耀》
- 《三国杀》
- 《真三国無雙》(6代開始，由吉川未來配音)
- 《無雙OROCHI系列》(無雙OROCHI 2開始)
- 《熹妃傳》
- 《神魔之塔》
- 《三國群英傳：霸王之業》

## 延伸阅读
[在维基数据编辑]
 《後漢書·卷84》，出自范晔《後漢書》
 在维基共享资源阅览影像